# Hừng đông (album)
Hừng đông là album phòng thu đầu tay của nghệ sĩ vĩ cầm Việt Nam Hoàng Rob.

## Bối cảnh và phát hành
Từ năm 2014, Khắc Hưng và Hoàng Rob đã có dự định sản xuất chung một album chủ đề theo phong cách cổ điển giao thoa. Dự án được khởi động vào đầu năm 2016, với toàn bộ 10 ca khúc do Khắc Hưng sáng tác. Gen9, các ca sĩ Kiều Anh, Trần Thu Hà và nghệ sĩ đàn nhị Trần Văn Xâm là các khách mời góp phần đem lại màu sắc đa dạng cho album này. Nói về dự án, Hoàng Rob khẳng định đây là cột mốc để anh trở thành một nghệ sĩ vĩ cầm thực thụ, không phải chơi lại các giai điệu từ các nhạc sĩ khác nữa. "Tiếng đàn của tôi là sự thuần khiết, không có gì quá thử nghiệm hay ghê gớm nên âm nhạc của tôi không quá căng thẳng và nguy hiểm đâu. Dù tất nhiên, cách làm của tôi đang là một sự mới mẻ với đôi tai công chúng hiện nay."
Dự án được lấy tên Hừng đông, với album được phát hành vào tháng 11 năm 2016, cùng một chương trình hòa nhạc cùng tên được tổ chức vào ngày 26 tháng 12 tại Nhà hát Lớn Hà Nội với sự tham gia của các ca sĩ Thu Phương, Hoàng Quyên và nghệ sĩ múa Linh Nga. Chương trình bao gồm 17 ca khúc được đạo diễn bởi Cao Trung Hiếu.
"Tôi muốn mình là một nghệ sĩ độc lập, phải làm ra sản phẩm kỹ lưỡng và tử tế hơn hẳn nên tôi quyết định liều để có thứ là của mình, thuộc về mình, để làm nên giá trị của chính mình và cảm thấy kiêu hãnh với cây đàn vĩ cầm... nghĩ một cách thấu đáo, tôi biết mình muốn làm nghệ thuật, không thể dựa vào thành công hay những gì đã có sẵn của người khác... tôi có thể nói rằng, dự án Hừng đông sẽ chấm dứt sự nghiệp cover của tôi!"
Hừng đông đưa Hoàng Rob trở thành nghệ sĩ vĩ cầm độc lập đầu tiên tại Việt Nam thực hiện dự án chỉn chu (CD và hòa nhạc). Đúng một năm sau vào ngày 27 tháng 12 năm 2017, anh cho phát hành DVD cùng tên ghi hình lại toàn bộ buổi diễn tại Nhà hát Lớn Hà Nội, trở thành DVD định dạng USB đầu tiên tại Việt Nam.

## Đón nhận
Hừng đông nhận được nhiều đánh giá tích cực, được coi là làn gió mới mẻ vào nền âm nhạc đương đại. Báo Tuổi trẻ đề cao sức sáng tạo và "liều lĩnh" của Hoàng Rob, khi dám vượt qua "vùng an toàn" để thực hiện một dự án hoàn toàn mới mẻ. Đài tiếng nói Việt Nam ca ngợi nhóm nghệ sĩ đã dám sản xuất một sản phẩm nhiều rủi ro khi "khí nhạc là thể loại khó nghe", mặt khác, lại đánh giá rất cao album đã "tỏa ra một thứ năng lượng tích cực", đặc biệt với Hà Trần "tinh tế như vốn dĩ" và Kiều Anh "mang đến hơi thở thú vị cho một ca khúc world music đậm tính đương thời." Trên hết, đài khẳng định tài năng của Hoàng Rob khi đã "đưa ra những cuộc đối thoại, những cuộc đụng độ" giữa truyền thống với hiện đại, cũng như vai trò xuất sắc của Khắc Hưng trong hòa âm phối khí. Trong khi đó, báo điện tử Dân trí khẳng định dù Hoàng Rob không phải "hình mẫu giải trí" nhưng đã đem được "chất" mới cho thị trường âm nhạc. Còn báo Vietnamplus nhấn mạnh sản phẩm "là thế giới quan gần gũi, dễ cảm nhận, nhưng cũng gửi gắm những thông điệp đa tầng về cuộc sống" và coi đây "là hy vọng mới để những nghệ sỹ độc tấu ở Việt Nam có thể phát triển sự nghiệp solo".
Dự án Hừng đông giúp anh có được đề cử sơ khảo cho hạng mục "Album của năm" và sau đó đoạt giải "Nghệ sĩ mới của năm", đồng thời giúp Khắc Hưng giành cú đúp "Nhạc sĩ của năm" và "Nhà sản xuất của năm" tại Giải thưởng Âm nhạc Cống hiến lần thứ 12 vào tháng 4 năm 2017. "Mưa bóng mây" sau đó trở thành một trong những giai điệu được hãng Hàng không quốc gia Việt Nam Vietnam Airlines chọn là giai điệu tiễn khách trên mỗi chuyến bay. Video âm nhạc của ca khúc này được quay tại hồ Tuyền Lâm, Đà Lạt và ra mắt vào tháng 5 năm 2020.

## Danh sách bài hát
Tất cả các ca khúc được sáng tác và biên soạn bởi Khắc Hưng. "Intro" không xuất hiện trong một số ấn bản nhạc trực tuyến.
| STT | Nhan đề             | Nghệ sĩ cộng tác       | Thời lượng |
| --- | ------------------- | ---------------------- | ---------- |
| 1.  | "Intro"             |                        | 1:24       |
| 2.  | "Hừng đông"         |                        | 4:42       |
| 3.  | "Con chim sâu"      | Nguyễn Kiều Anh (hát)  | 4:48       |
| 4.  | "Những đứa trẻ"     | Gen9 (hòa âm dàn dây)  | 4:01       |
| 5.  | "Mây bay cuối trời" | Trần Thu Hà (hát)      | 4:10       |
| 6.  | "Mưa bóng mây"      |                        | 4:31       |
| 7.  | "Tiếng vọng"        |                        | 4:17       |
| 8.  | "Đối thoại"         | Trần Văn Xâm (đàn nhị) | 4:42       |
| 9.  | "Tiếng đêm"         |                        | 4:45       |
| 10. | "Mộng du"           |                        | 3:07       |